# Црква Свете мученице Недјеље у Добричу
Храм Свете мученице Недјеље у Добричу је храм епархије захумско-херцеговачка и приморска који се налази у насељу Добрич на територији града Широки Бријег. Храм припада парохији Трећој мостарској.

## Опште информације
Храм Свете мученице Недјеље је једини објекат Српске православне цркве, на територији града Широког Бријега и територији Западнохерцеговачког кантона. Налази се у засеоку Подулица, насељеног мјеста Добрич које је једино мјесто на територији града Широког Бријега гдје православци данас живе.
Храм је првобитно изграђен 1977. године. Током Одбрамбено-отаџбинског рата, је похаран и опустошен. Света Литургија се служи једном годишње, јер народ из Добрича често долази у Мостар на литургију. Храм Свете мученице Недјеље у потпуности је обновљен током децембра 2015. године. Обнова унутрашњости и спољашњости храма, као и зида око порте, извршена је уз помоћ Министарства расељених особа и избјеглица Федерације Босне и Херцеговине, уз посебно залагање ресерног министра, господина Едина Рамића и господина Слободана Томића, делегата у Дому народа Парламента Федерације Босне и Херцеговине.